# 倫敦數學學會
倫敦數學學會（London Mathematical Society）是英格蘭的主要數學組織。

## 历史
此學會創於1865年1月16日，首任主席由奧古斯都·德·摩根出任。其聚會最早在倫敦大學學院舉行，但隨後便遷至皮卡迪里的 伯林顿府。學會的初期活動包括演講與出版一份期刊。
美國數學學會在1888年創立時，以倫敦數學學會為其模板。
學會在它創立一個世紀後的1965年獲得了皇家特許狀。在1998年，學會為因應本身的擴張而從伯林顿府遷至布盧姆茨伯里的 De Morgan House。

## 活動
學會的活動包括：
- 出版書籍與期刊
- 資助數學研究與教育
- 提供若干數學研究獎項

## 出版品
學會出版的期刊包括三份印刷期刊：Proceedings、Journal與Bulletin。一份電子期刊Journal of Computation and Mathematics （页面存档备份，存于）。以及一份定期的內部新聞報。它也獨力發行Compositio Mathematica，並與物理研究院合作發行Nonlinearity。
學會出版四種套書：Monographs、Lecture Notes、Student Texts，並與美國數學學會合作出版History of Mathematics叢書。它也與俄羅斯科學院及Turpion公司合作出版四套譯叢：Russian Mathematical Surveys、Izvestiya: Mathematics與Sbornik:Mathematics，並與美國數學學會合作出版譯叢Transactions of the Moscow Mathematical Society。

## 外部連結
- London Mathematical Society website（页面存档备份，存于）
- A History of the London Mathematical Society
- MacTutor: The London Mathematical Society （页面存档备份，存于）